# سان آلبرتو (سزار)
سان آلبرتو (سزار) (به اسپانیایی: San Alberto, Cesar) یک سکونتگاه مسکونی در کلمبیا است که در بخش سزار واقع شده‌است.

## خصوصیات
سان آلبرتو ۱۹٬۶۵۶ نفر جمعیت دارد.